# 830 Esquadró Aeri Naval

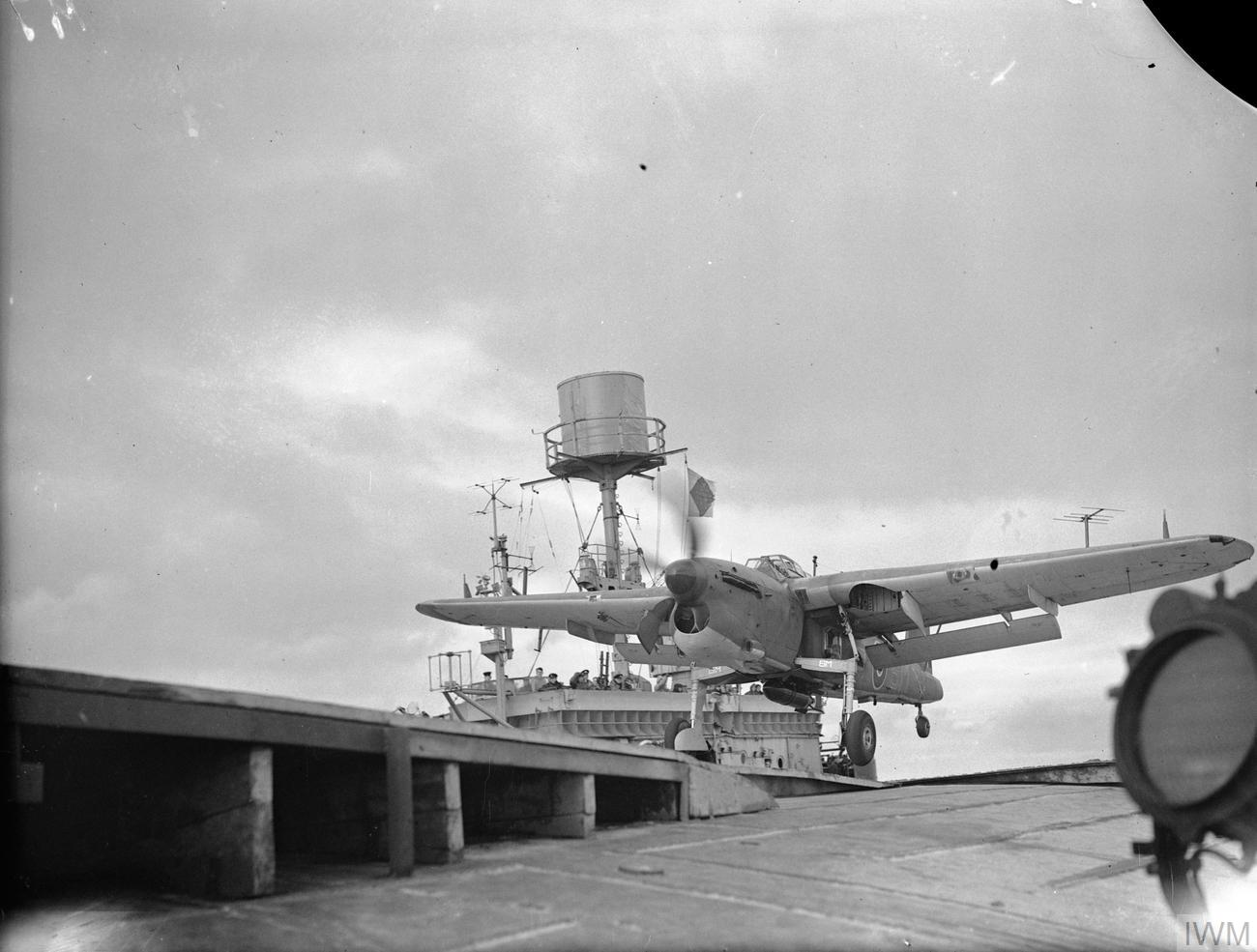
Fotografia de la unitat durant la Segona Guerra Mundial.

El 830 Esquadró Aeri Naval (anglès: 830 Naval Air Squadron) va ser un esquadró del Fleet Air Arm de la Royal Navy format el juliol de 1940 volant amb torpediners Fairey Swordfish. Durant 1940–41 l'esquadró va dur a terme atacs contra l'esforç de subministrament de l'Eix a la Mediterrània. Aquests incloïen atacs de torpedes contra vaixells mercants i les seves escortes de vaixells de guerra de la Regia Marina, i també atacs amb bombes a instal·lacions portuàries a Sicília i Líbia. El juliol de 1941 l'esquadra va començar a operar amb el radar aerotransportat ASV RDF per localitzar vaixells. Les operacions eren majoritàriament de nit, amb algunes sortides de bombardeig al capvespre a Sicília. Al març de 1942, l'esquadró estava tan esgotat que es va fusionar amb el 828 Esquadró Aeri Naval i les operacions continuades. Al març de 1943, però, les pèrdues van ser tals que l'esquadró compost va deixar d'existir.
El maig de 1943, el 830 Esquadró va ser reformat per dret propi a Lee-on-Solent com un esquadró de reconeixement de torpeders que operava els Barracuda IIs. La majoria del personal de l'esquadró en aquest moment eren neozelandesos. Després de completar l'entrenament, el març de 1944 l'esquadró es va embarcar a l'HMS Furious i posteriorment va participar en l'operació Tungstè, un atac de bombardeig en picat al cuirassat alemany Tirpitz. [2] Durant el maig a l'octubre l'esquadra va alternar entre el Furious i l'HMS Formidable i va continuar duent a terme operacions contra el Tirpitz.
L'octubre de 1944 l'esquadró va ser absorbit pel 827 Esquadró Aeri Naval i va deixar d'existir.
L'esquadró va ser reformat l'octubre de 1955 amb el caça d'atac turbohèlix Westland Wyvern. Volant des de l'HMS Eagle, els Wyverns del 830 van participar en l'operació de Suez el novembre de 1956, abans de tornar a dissoldre's el gener de 1957.